# Buvalîne, Putîvl
Buvalîne (în ucraineană Бувалине) este un sat în comuna Buneakîne din raionul Putîvl, regiunea Sumî, Ucraina.

## Demografie
Componența lingvistică a localității Buvalîne
     Rusă (95,65%)
     Ucraineană (4,35%)
Conform recensământului din 2001, majoritatea populației localității Buvalîne era vorbitoare de rusă (95,65%), existând în minoritate și vorbitori de ucraineană (4,35%).